# مهرجان كان السينمائي 2015
مهرجان كان السينمائي 2015، هو النسخة الثامنة والستون من هذا المهرجان والتي ستقع بين 13 و 24 مايو 2015 في قصر المهرجانات في مدينة كان الفرنسية. رئيس لجنة التحكيم لهذه الدورة هما الأمريكيان الأخوان كوين.

هذه الدورة هي أول دورة في المهرجان الذي يرأس مجلس إدارته بيار لسكور بعد أن ترأسه جيل جاكوب لمدة 37 سنة والذي أصبح الرئيس الشرفي له.

## الأحداث والوقائع البارزة
في 20 مارس 2015، أعلن أن الأخوان كوين سيكونان رئيسا لجنة التحكيم للأفلام الطويلة. هما متعودان على زيارة المهرجان، إذ أن 8 من أفلامهم الطويلة وقع ترشيحها سابقا، أي تحصلت على السعفة الذهبية مرة واحدة، والجائزة الكبرى مرة واحدة، وجائزة أفضل إخراج ثلاثة مرات. إذا كانت الرئاسة المشتركة للجنة التحكيم هو شيء غير مسبوق للأفلام الطويلة، إلا أن هذا قد حدث مع لجنة تحكيم الكاميرا الذهبية في 1996 و2006 ولجنة تحكيم الأفلام القصيرة في 2000.

في 17 فبراير 2015، أعلن عن رئيس لجنة تحكيم سينيفونداسيون وهو الموريتاني عبد الرحمن سيساكو.

في 11 مارس 2015، أعلن المنظمون أن الممثل الفرنسي لومبار ويلسون سيكون من جديد مقدم ومنشط هذه الدورة للمرة الثانية على التوالي.

تم إعلان أن المخرج الصيني جا جنكي سيتحصل على المدرب الذهبي التابعة لجائزة خمسة عشر مخرج.

في 23 مارس 2015، تم تقديم الملصق الرسمي للدورة 68 للمهرجان وجاء فيه صورة الممثلة ورئيس لجنة تحكيم 1973 إنغريد برغمان.

في 25 مارس 2015، أعلن عن لجنة تحكيم أسبوع النقد ورئيسته هي الإسرائيلية رونيت القبص.

في 25 مارس 2015 تم الإعلان رسميا عن أول فيلم مرشح وهو ماكس المجنون: طريق الغضب للمخرج جورج ميلر. من بين الممثلين يوجد توم هاردي وتشارليز ثيرون.

في 10 أبريل 2015، تم الإعلان عن رئيسة لجنة تحكيم جائزة أن سرتان ريغارد وهي الممثلة إيسابيلا روسوليني. هي ابنة إنغريد برغمان الموجودة على الملصق الرسمي لهذه الدورة. يذكر أن كلا من أبويها كانا قد ترأسا لجنة تحكيم الأفلام الطويلة، إنغريد برغمان في 1973 وروبرتو روسيليني في 1977.

في 13 أبريل 2015، أعلن أن الفيلم الرأس العالي سيكون هو فيلم الافتتاح. كذلك تم الإعلان في هذا اليوم عن فيلم افتتاح جائزة خمسة عشر مخرج وأيض القائمة الرسمية للأفلام القصيرة المرشحة.

في 16 أبريل 2015، تم الإعلان عن القائمة الرسمية للأفلام الطويلة.

في 21 أبريل 2015، تم الإعلان عن قائمة أعضاء لجنة تحكيم الأفلام الطويلة.

في 30 أبريل 2015 تم الإعلان عن فيلم الاختتام وهو الثلج والسماء.

في 5 مايو 2015، تم الإعلان أن صابين أزيما ستترأس لجنة تحكيم الكاميرا الذهبية.
 
في 7 مايو 2015, أعلن عن بقية أعضاء لجان التحكيم.

في 9 مايو 2015، أعلن المنظمون أن أنياس فاردا هي من ستتلقى جائزة السعفة الشرفية.

في هذه الدورة تم إنشاء جائزة جديدة تهتم بالأفلام الوثائقية وهي العين الذهبية وترأستها جولي برتوسولي.

## لجنة التحكيم

### الأفلام الطويلة
| الصورة | الاسم                             | المهنة                         | الجنسية          |
| ------ | --------------------------------- | ------------------------------ | ---------------- |
|        | الأخوان كوين (رئيسة لجنة التحكيم) | مخرجين وكاتبي سيناريو ومنتجين  | الولايات المتحدة |
|        | روسي دو بالما                     | ممثلة                          | إسبانيا          |
|        | صوفي مارسو                        | ممثلة                          | فرنسا            |
|        | سينا ميلير                        | ممثلة                          | المملكة المتحدة  |
|        | رقية تراوري                       | مؤلفة وملحنة ومترجمة           | مالي             |
|        | جييرمو ديل تورو                   | مخرج وكاتب سيناريو ومنتج       | المكسيك          |
|        | كزافييه دولان                     | مخرج وكاتب سيناريو ومنتج وممثل | كندا             |
|        | جيك جيلنهال                       | ممثل ومنتج                     | الولايات المتحدة |

### سينيفونداسيون والأفلام القصيرة
| الاسم                                 | المهنة     | الجنسية   |
| ------------------------------------- | ---------- | --------- |
| عبد الرحمن سيساكو (رئيس لجنة التحكيم) | مخرج ومنتج | موريتانيا |
| جوانا حاجي توما                       | مخرجة      | لبنان     |
| ريبيكا زلوتوفسكي                      | مخرجة      | فرنسا     |
| سيسيل دو فرانس                        | ممثلة      | بلجيكا    |
| دانيال أولبريشسكي                     | ممثل       | بولندا    |

### أن سرتان ريغارد
| الاسم                                  | المهنة       | الجنسية                   |
| -------------------------------------- | ------------ | ------------------------- |
| إيسابيلا روسوليني (رئيسة لجنة التحكيم) | ممثلة        | إيطاليا/ الولايات المتحدة |
| هيفاء المنصور                          | مخرجة        | السعودية                  |
| نادين لبكي                             | مخرجة وممثلة | لبنان                     |
| بانوس كوتراس                           | مخرج         | اليونان                   |
| طاهر رحيم                              | ممثل         | فرنسا                     |

### الكاميرا الذهبية
| الاسم                            | المهنة                | الجنسية |
| -------------------------------- | --------------------- | ------- |
| صابين أزيما (رئيسة لجنة التحكيم) | ممثلة                 | فرنسا   |
| دلفين غلايز                      | مخرجة                 | فرنسا   |
| ملفيل بوبو                       | ممثل                  | فرنسا   |
| كلود غارنييه                     | مديرة تصوير           | فرنسا   |
| ديديه هوك                        | مفوض الشؤون الأوروبية | فرنسا   |
| يان غونزاليس                     | ممثل ومخرج            | فرنسا   |
| برنار باين                       | ناقد ومبرمج           | فرنسا   |

### أسبوع النقد
| الاسم                            | المهنة                      | الجنسية         |
| -------------------------------- | --------------------------- | --------------- |
| رونيت القبص (رئيسة لجنة التحكيم) | ممثلة ومخرجة وكاتبة سيناريو | إسرائيل         |
| كاتل كيليفيري                    | مخرجة                       | فرنسا           |
| بيتر سوسشيتزكي                   | مصور                        | المملكة المتحدة |
| أندريا بيكار                     | مبرمجة                      | كندا            |
| بويد فان هويج                    | صحفي وناقد                  | بلجيكا          |

### العين الذهبية
| الاسم                         | المهنة        | الجنسية          |
| ----------------------------- | ------------- | ---------------- |
| ريثي بانه (رئيس لجنة التحكيم) | مخرج          | فرنسا/ كمبوديا   |
| نيكولا فيليبار                | مخرجة وثائقية | فرنسا            |
| إيرين جاكوب                   | ممثلة         | فرنسا/ سويسرا    |
| ديانا الجيرودي                | منتجة وثائقية | سوريا            |
| سكوت فونداس                   | ناقد سينيمائي | الولايات المتحدة |

## الترشيحات

### الترشيحات الرسمية

#### أفلام طويلة
| الفيلم               | المخرج          | الدولة           |
| -------------------- | --------------- | ---------------- |
| ديبان                | جاك أوديار      | فرنسا            |
| قانون السوق          | ستيفان بريزيه   | فرنسا            |
| مارغريت وجوليان      | فاليري دونزيلي  | فرنسا            |
| كرونيك               | ميشال فرانكو    | الولايات المتحدة |
| حكاية من حكايات      | ماتيو غارون     | إيطاليا          |
| كارول                | تود هينز        | الولايات المتحدة |
| القاتل               | هو هسياو هسين   | تايوان           |
| الجبال قد تحيد       | جا جنكي         | الصين            |
| أختنا الصغرى         | هيروكازو كوريدا | اليابان          |
| مكبث                 | جاستن كورزل     | المملكة المتحدة  |
| جراد البحر           | يورغوس لانتيموس | اليونان          |
| ملكي                 | مايون           | فرنسا            |
| أمي                  | ناني موريتي     | إيطاليا          |
| ابن شاؤول            | لازلو نيمس      | المجر            |
| واد الحب             | غويوم نيكلو     | فرنسا            |
| شباب                 | باولو سورنتينو  | إيطاليا          |
| أعلى صوتا من القنابل | يواكيم تراير    | النرويج          |
| غابة الأحلام         | غوس فان سانت    | الولايات المتحدة |
| قاتل محترف           | دنيس فيلنوف     | الولايات المتحدة |

#### أفلام طويلة خارج المنافسة
| الفيلم                   | المخرج                    | الدولة                     |
| ------------------------ | ------------------------- | -------------------------- |
| الرأس العالي             | إمانويال بركو             | فرنسا                      |
| ماكس المجنون: طريق الغضب | جورج ميلر                 | أستراليا/ الولايات المتحدة |
| رجل غير عاقل             | وودي آلن                  | الولايات المتحدة           |
| العكس بالعكس             | بيت دوكتر وروني ديل كارمن | الولايات المتحدة           |
| الأمير الصغير            | مارك أوزبورن              | فرنسا                      |
| الثلج والسماء            | لوك جاكيه                 | فرنسا                      |

##### عروض منتصف الليل
| الاسم بالعربية | الاسم الأصلي  | المخرج        | الدولة          |
| -------------- | ------------- | ------------- | --------------- |
| آمي            | Amy           | آصف كاباديا   | المملكة المتحدة |
| المكتب *       | 오피스 Opiseu | Hong Won-chan | كوريا الجنوبية  |
| العشق          | Love          | غاسبار نوي    | فرنسا           |

## الجوائز

### الجوائز الرسمية

#### الأفلام الطويلة
| الجائزة            | الفائز                                              | الدولة                   |
| ------------------ | --------------------------------------------------- | ------------------------ |
| السعفة الذهبية     | ديبان للمخرج جاك أوديار                             | فرنسا                    |
| السعفة الشرفية     | أنياس فاردا                                         | فرنسا                    |
| الجائزة الكبرى     | إبن شاؤول للمخرج لازلو نيميس                        | المجر                    |
| جائزة أفضل ممثلة   | إمانيوال بيركو عن فيلم ملكي روني مارا عن فيلم كارول | فرنسا · الولايات المتحدة |
| جائزة أفضل ممثل    | فانسون لاندون عن فيلم قانون السوق                   | فرنسا                    |
| جائزة أفضل إخراج   | هو هسياو هسيان عن فيلم القاتل                       | تايوان                   |
| جائزة لجنة التحكيم | جراد البحر للمخرج يورغوس لانتيموس                   | اليونان                  |
| جائزة أفضل سيناريو | ميشال فرانكو فن فيلم كرونيك                         | المكسيك                  |

#### الأفلام القصيرة
| الجائزة                        | الفائز                      | الدولة     |
| ------------------------------ | --------------------------- | ---------- |
| السعفة الذهبية لأفضل فيلم قصير | الموجات 98 للمخرج إيلي داغر | لبنان/ قطر |

#### أن سرتان ريغارد
| الجائزة                        | الفائز                                                | الدولة        |
| ------------------------------ | ----------------------------------------------------- | ------------- |
| جائزة أن سرتان ريغارد          | الكباش للمخرج غريمور هاكونارسون                       | آيسلندا       |
| جائزة لجنة التحكيم             | شمس الرصاص للمخرج داليبور ماتانيك                     | كرواتيا       |
| الجائزة الخاصة أن سرتان ريغارد | ناهيد للمخرج إيدا بانانانديه ماسان للمخرج نيراج غيوان | إيران · الهند |
| جائزة أفضل إخراج               | كيوشي كوروساوا عن فيلم نحو الضفة الأخرى               | اليابان       |
| جائزة أن سرتان تالون           | الكنز للمخرج كورنيليو بورومبيو                        | رومانيا       |

#### سينيفونداسيون
| الجائزة         | الفائز                                                                     | المدرسة |
| --------------- | -------------------------------------------------------------------------- | --- |
| الجائزة الأولى  | شارك للمخرج بيبا بيانكو                                                    | معهد الفيلم الأمريكي - الولايات المتحدة                                                                     |
| الجائزة الثانية | لوكاس برديداس للمخرج إغناسيو جوريسيك مريلان                                | السينما والتلفزيون الوظيفي لجامعة تشيلي - تشيلي                                                             |
| الجائزة الثالثة | فوزفراشيني إركيني للمخرجة ماريا غوسكوفا فيكتور XX للمخرج إيان غاريدو لوبيز | دورات عالية للالكتاب و إدارة السينما - روسيا · متفوقة من مدرسة السينما والسمعي البصري في كتالونيا - إسبانيا |

### الكاميرا الذهبية
| الجائزة          | الفائز                                   | الدولة   |
| ---------------- | ---------------------------------------- | -------- |
| الكاميرا الذهبية | الأرض والظل للمخرج سيزار أوغوستو أسيفيدو | كولومبيا |

### خمسة عشر مخرج
| الجائزة                                 | الفائز                                  | الدولة          |
| --------------------------------------- | --------------------------------------- | --------------- |
| جائزة فن السينما (CICAE)                | احتضان الثعبان للمخرج سيرو غيرا         | كولومبيا        |
| جائزة SACD                              | ثلاث ذكريات لشبابي للمخرج أرنو دسبلوشان | فرنسا           |
| تسمية سينما أوروبا                      | موستانغ للمخرج دونيز غامزيه إرغوفان     | فرنسا/ تركيا    |
| جائزة إيلي للأفلام القصيرة              | قيمني للمخرج فيصل بوليفة                | المملكة المتحدة |
| جائزة إيلي للأفلام القصيرة - جائزة خاصة | الإحضار الرائع للمخرج بيتر تشيركاسكي    | النمسا          |
| المدرب الذهبي                           | جا جنكي                                 | الصين           |

### أسبوع النقد
| الجائزة                                       | الفائز                                    | الدولة    |
| --------------------------------------------- | ----------------------------------------- | --------- |
| جائزة أسبوع النقد الكبرى                      | بولينا للمخرج سانتياغو ميتر               | الأرجنتين |
| جائزة الوحي فرانس 4 جائزة SACD                | الأرض والظل للمخرج سيزار أوغوستو أسيفيدو  | كولومبيا  |
| مساعدة مؤسسة غان للبث                         | لا السماء ولا الأرض للمخرج كليمون كوغيتور | فرنسا     |
| جائزة الاكتشاف سوني سيني ألتا للأفلام القصيرة | الحماق للمخرج فولفيو روزوليو              | إيطاليا   |
| جائزة كنال+ للأفلام القصيرة                   | رامونا للمخرج أندري كريتولسكو             | رومانيا   |

## مقالات ذات صلة
- مهرجان كان السينمائي
- مهرجان برلين السينمائي (2015)
- مهرجان البندقية السينمائي (2015)

## روابط خارجية
- الموقع الرسمي.